# Reepschieter
Een reepschieter was een jongen die voor een tweede jaar - of zo men zei, voor een tweede teelt - mee vertrok naar zee op een vissersschip dat uitvoer voor de vleetvisserij. Dit betrof de visserij op haring. Hij was op zo’n schip de een na laagste in rang. Het gaat hier om een vorm van Noordzeevisserij welke niet meer op deze wijze wordt beoefend.

## Vleet
De vleet - benaming van het samenstel van netten - was opgehangen aan een reep, in het Schevenings rêp, een dik, zwaar touwwerk. Het schip, qua type logger genaamd, was tijdens het vissen door middel van zijn reep vastgeketend aan zijn stil in zee hangende vleet. Het vaartuig gaf, al wachtend, aan zijn vleet een zekere tegendruk. De combinatie schip vs. vleet bracht namelijk een onderling evenwichtige - drijvende - positie tot stand. De vleet werd, na een aantal uren wachten, 's nachts binnengehaald.

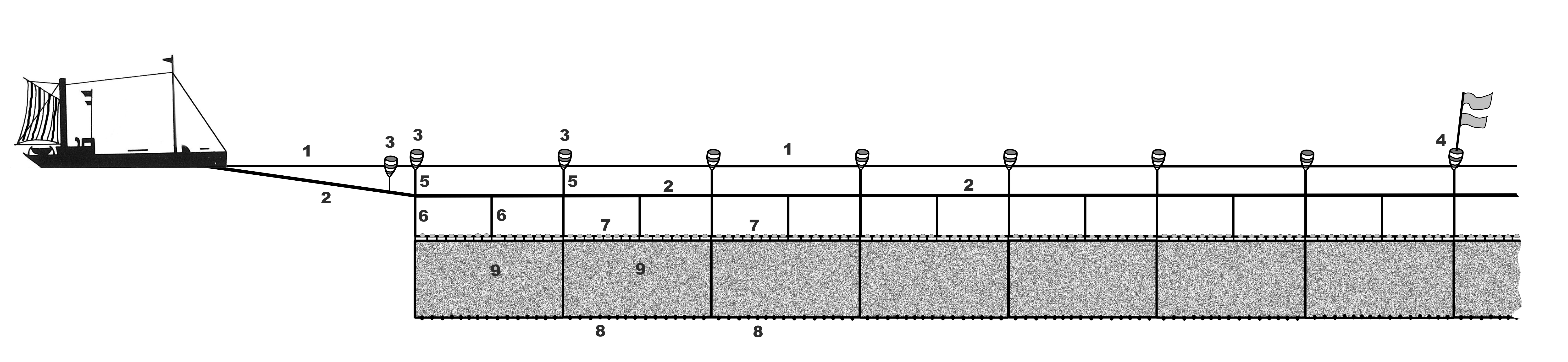

Vleet 1: Water 2: Reep 3: Breels, later vervangen door 'blazen' 4: Joon 5: Breeltouw, 6m 6: Seizing, 8m 7: Speerreep met kurken vloten en stalen 8: Zinkmateriaal, lood, onder de netten 9: Netten, elk 15×30m. (In zee hangend waren de afmetingen geringer)

## Taak reepschieter
In de vleetvisserij, uitgeoefend met zeilloggers, kende men op de schepen een bemanning van 14 koppen. In de Vlaardingse haringvisserij was sprake van één man meer dan in Scheveningen en Katwijk waar het aantal van 14 gold. Na het verschijnen van de motorlogger werd de bemanning uitgebreid met een motordrijver of monteur. Een reepschieter had minimaal de werkervaring van één jaar of teelt. In de voorgaande teelt had hij als afhouder - de laagste in rang - geleerd wat het leven van een vleetvisser inhield. Verder kende men op de hier genoemde vissersschepen een zogenaamde jongste die in rang boven de reepschieter stond.
De vleetvisserij vroeg om een grote mate van nauwgezetheid. De netten waren, rechtstandig in zee hangend als een gordijn, bevestigd aan een lang en zwaar touwwerk, de al genoemde reep. Dit touwwerk, bij het binnenhalen van de netten komend vanuit de zee en eerder door andere bemanningsleden bij het inhalen van de netten daarvan losgekoppeld, moest worden geborgen in een kleine ruimte in het achterschip.
Bij het ingewikkelde spel van het in zee zetten - het 'schieten' - en het 'halen' van de vleet had een reepschieter, evenals de andere bemanningsleden, zijn vaste taakvervulling die de voortgang van dit 'schieten' en 'halen' bevestigde. Niet vergeten moet worden dat het hier ging om een veelheid van netten - samen 2 tot 3 kilometer lang - die, aan elkaar verbonden, met een zekere snelheid, maar vooral met een grote regelmaat, in zee moesten worden neergelaten.
Zo had een reepschieter, zittend in de reeds genoemde kleine onderdekse ruimte - in het Schevenings rêpkee genaamd - de taak om bij het uitzetten van de netten het zeer lange touwwerk, snel en zonder haperingen uit de ruimte naar het dek te geleiden. Bij het binnenhalen van de netten gebeurde het omgekeerde. De afhouder geleidde de reep naar de reepschieter. Die legde het touwwerk, zittend in zijn ruimte, rondom zich neer. Dit moest zodanig nauwgezet worden uitgevoerd dat bij het eerstvolgende uitzetten van de vleet geen stagnatie ontstond door touwwerk dat slordig was neergelegd.

## Andere bemanningsleden
Naast de reepschieter waren er nog ca 14 andere bemanningsleden, de schipper, de stuurman, circa 5 matrozen (onder hen de matroos-kok), een lichtmatroos, één oudste (soms twee), een jongste en een afhouder. Later was er ook een motordrijver of monteur.
Men leefde goeddeels in het voorin, de onderdekse ruimte waarin de bemanning - exclusief de schipper, de stuurman en in latere jaren ook de motordrijver of monteur - haar rustplek vond en sliep maar waarin bovendien werd gekookt. De laatstgenoemde drie hadden hun onderdekse verblijf in het achterschip. De rangorde aan boord had - met name voor de jongeren - niets van doen met enigerlei leeftijdsgrens, maar met het aantal jaren werkervaring.
Voor de jongste drie, aflopend in rang, t.w. de jongste, de reepschieter en de afhouder, waren nog verschillende extra werkzaamheden weggelegd. Een reepschieter moest, naast zijn dagelijkse werk in de 'rêpkee', bijvoorbeeld ook de eetschalen afspoelen, de haring voor het avondeten schoonmaken, die haring 's avonds bakken, de bijbehorende rijst koken en ten slotte koffie en de thee zetten.